# ماروآمالونا
ماروآمالونا (به لاتین: Maroamalona) یک منطقهٔ مسکونی در ماداگاسکار است که در بفندریانا-نورد واقع شده‌است. ماروآمالونا ۱۱٬۰۰۰ نفر جمعیت دارد و ۴۸۴ متر بالاتر از سطح دریا واقع شده‌است.